# Костанайские новости
Газета «Костанайские новости» — региональное общественно-политическое издание. Издается в городе Костанае, Казахстан. Бумажная версия распространяется в Костанае и Тобыле. 
Некогда принадлежало ТОО «Иволга-Холдинг», возглавляемой одним из богатейших людей Казахстана Василием Розиновым.

## История
Газета неоднократно меняла своё название. Первый номер газеты вышел 4 апреля 1910 года под названием «Степные отголоски». В 1914 году сельскохозяйственное общество начало издавать газету «Кустанайское степное хозяйство». В марте 1918 года вышла в свет газета «Вольное слово». Первые номера газеты имели чуть более сотни подписчиков, и в основном «Вольное слово» распространяли мальчишки, которые состояли в штате редакции. Тираж того времени колебался от тысячи до 1600 экз. Издание просуществовало всего несколько месяцев. Город заняли белогвардейцы и белочехи, и газета закрылась. 9 августа 1919 года, после прихода Красной армии газета вновь вышла — под названием «Повстанец». Позже газета стала называться «Красная степь». Тираж у неё был 1000 экз., выходила три раза в неделю. В июне 1920 года из-за отсутствия бумаги издание перестало выходить. Позже она называлась «Степная газета», «Советское строительство», «Степь». 2 октября 1936 года газета вышла под названием «Сталинский путь», 27 октября 1956 года её переименовали в «Ленинский путь». 1 августа 1992 года получила название «Кустанайские новости». 1 июля 1995 года впервые вышел номер, свёрстанный на компьютере. 17 июня 1997 года газета получила нынешнее название — «Костанайские новости».

## Награды
- Президиум Верховного Совета СССР за плодотворную работу по коммунистическому воспитанию трудящихся Кустанайской области, мобилизации их на выполнение задача хозяйственного и культурного строительства и в связи с 50-летием со дня выхода первого номера указом от 30 апреля 1968 года наградил областную газету «Ленинский путь» орденом Трудового Красного Знамени.
- 20 мая 2010 года редакция газеты «Костанайские новости» награждена Почётной грамотой Правительства Российской Федерации за большой вклад в сохранение русского языка и культуры, а также в дело консолидации соотечественников за рубежом[3].
- 28 июня 2010 года творческий коллектив газеты «Костанайские новости» удостоен гранта Президента Республики Казахстан за глубокое освещение вопросов межнационального и межконфессионального согласия в обществе[4].